# 검은 고양이를 원했는데
검은 고양이를 원했는데(이탈리아어: Volevo un gatto nero)는 1969년 3월에 개최된 제11회 제키노 도로에 출품된 이탈리아의 창작 동요이다. 이 노래를 부른 사람은 안토니아노의 작은 합창단(en:Piccolo Coro dell'Antoniano)였으며 제키노 도로에서 부른 사람은 빈첸자 파스토렐리(it:Vincenza Pastorelli)였다.
이후 1969년 5월 일본의 미나가와 오사무가 부른 번안곡 검은 고양이의 탱고(일본어: 黒ネコのタンゴ)로 알려지게 되었으며, 일본의 오리콘 싱글 차트에서 1위를 차지하기도 하였다. 원곡은 제키노 도로에서 3위를 차지했다.
가사의 내용은 검은 고양이를 받고 싶어하는 아이의 이야기를 담고 있다.

## 발매
이 노래는 3위를 차지했으며 1위 곡은 "Tippy, il coniglietto hippy" 라는 이름의 다른 곡이었지만, 여러 나라에서 큰 인기를 끌게 되었다. 특히 일본에서 번역되어 수백만장의 음반이 판매되었다. 또 다른 노래인 "피곤한 물고기"(Il pesciolino stanco)와 함께 하나의 싱글에 담겨 출판되었다.